# Komplexní a simplexní komunikát
Komplexní a simplexní komunikát je pojem užívaný v sémiotice a v oborech, které sémiotiku používají pro studium svých předmětů (zejména literární věda, mediální studia, kulturální studia). Komunikát je výsledek komunikační události, který se skládá z kódu, komunikátorova obsahu a adresátovy interpretace. Nejčastějším sémiotickým kódem je přirozený jazyk, ale v masových médiích jsou komunikáty doplněny většinou ještě kódem obrazovým či hudebním. Komunikát složený z jediného kódu se nazývá simplexní, komunikát složený ze dvou a více kódů je komplexní.
Výstavba komplexního komunikátu se musí podřizovat třem organizačním principům:
- princip harmonie kódů - kódy musí spolupracovat na výstavbě významu (např. rytmus hudby by měl korelovat s rytmem obrazových sekvencí)

- princip dominance kódu - jeden z kódů by měl dominovat a další kódy by ho měly doplňovat a podporovat

- princip substituce kódů - jeden význam může být zastoupen různými kódy (např. vlnící se síť a zvuková stopa zaznamenávající davový pokřik Góól se vzájemně zastupují a jsou schopny zprostředkovat stejný význam i jeden bez druhého, pokud se kódy takto nepřekrývají, neměly by být užívány společně)

Jestliže není při výstavbě komunikátu dodržen některý z těchto principů, hrozí, že komunikace se zhroutí a adresát odmítne interpretovat (vnímat, komunikovat).